# Radio Moldova Internațional

Logo en 2009.

Radio Moldova Internațional (RMI) est une station de radio publique moldave à vocation internationale. Elle est l'une des trois stations de radio appartenant au groupe de radiotélédiffusion national Teleradio-Moldova. Née en 1992, elle diffuse un programme à vocation informative et culturelle visant à mieux faire connaître la Moldavie, sa culture, ses traditions et son patrimoine à travers le monde.
Les émissions de Radio Moldova Internațional sont diffusées en cinq langues (anglais, roumain, russe, français et espagnol) en ondes courtes.